# Бекяшев, Беляй Абдуллович
Беляй Абдуллович Бекяшев (1 октября 1928, Ленинград —1978) — советский хоккеист, крайний нападающий, чемпион СССР (1950), мастер спорта СССР.

## Биография
Беляй Бекяшев родился 1 октября 1928 года в Ленинграде. Пережил блокаду Ленинграда, был награждён медалью «За оборону Ленинграда».
Начинал играть в хоккей с мячом в 1944 году в команде одного из ленинградских ресмесленных училищ. С 1945 года играл за «Спартак», в котором в 1948 году переключился на хоккей с шайбой. Также играл в футбол, в сезоне 1948 года выступал за местный «Спартак».
В 1949 году Бекяшев был приглашён в хоккейную команду ЦДКА, за которую он выступал в 1949—1951 годах (с 1951 года она называлась ЦДСА). В её составе в 1950 году стал чемпионом СССР.
В 1951—1960 годах выступал за ленинградский СКА (до 1953 года он назывался ЛДО, до 1957 года — ОДО, а до 1959 года — СКВО), в сезоне 1951/1952 годов был играющим тренером команды. В составе ленинградской команды провёл около 180 матчей и забросил 190 шайб (по другим данным — 192 шайбы), став лучшим снайпером клуба в чемпионатах СССР. В сезоне 1952/1953 годов забросил 39 шайб, став вторым по этому показателю после Виктора Шувалова из ВВС МВО (44 шайбы). В сезоне 1953/1954 годов Бекяшев забросил 34 шайбы, став лучшим снайпером чемпионата СССР. В матче против свердловского «Динамо» в 1954 году забросил 10 шайб — это рекорд по результативности в одном матче за всю историю чемпионатов СССР, который Бекяшев разделил со Всеволодом Бобровым.
Играл за сборную Ленинграда на зимней Спартакиаде народов РСФСР в 1958 году. В составе сборной Ленинграда стал бронзовым призёром зимней Спартакиады народов СССР в 1962 году.
В составе команды Ленинградского военного округа (ЛВО) стал серебряным призёром первенства вооружённых сил СССР в 1963 году.

Всего в чемпионатах СССР Бекяшев провёл около 200 матчей, забросив 194 шайбы (по другим данным, 198 шайб). Играл за молодёжную сборную СССР. Чемпион Всемирных зимних студенческих игр 1956 года.
С 1961 года работал тренером в хоккейных командах Ленинграда. В сезоне 1963/1964 годов возглавлял команду СКА-2 (Ленинград) выступавшую во второй группе первенства РСФСР.
Умер в 1978 году.
Дочь Рашида Беляевна Бекяшева (1956 г.р.) — школьный учитель в Санкт-Петербурге. 
22 сентября 2002 года Беляй Бекяшев был введён в Галерею славы хоккейного клуба СКА. Штандарт с его портретом и номером 7, под которым он играл в СКА, поднят под своды Ледового дворца в Санкт-Петербурге.

## Достижения
- Чемпион СССР — 1950[1].
- Лучший бомбардир чемпионата СССР — 1954[1].
- Чемпион Всемирных зимних студенческих игр — 1956[1].
- Бронзовый призёр зимней Спартакиады народов СССР — 1962[1].
- Серебряный призер первенства вооружённых сил СССР — 1963[10]